# ペイトン・エリザベス・リー
ペイトン・エリザベス・リー（英語：Peyton Elizabeth Lee、2004年5月22日 - ）はアメリカの女優。ディズニーチャンネルドラマ『アンディ・マック』のアンディ・マック役で知られている。

## 経歴
アンディ・マック出演前には、リーはシェイムレス 俺たちに恥はない 3エピソードで"少女兵士"を演じ、スキャンダル 託された秘密 では"Violet"を演じた。

## 私生活
ニューヨーク市に生まれ、彼女はマンハッタンビーチで10才の時女優のキャリアをスタートさせる。

## フィルモグラフィー

### テレビ
| 放送年 | 邦題 原題                               | 役名                       | 備考                       |
| ------ | --------------------------------------- | -------------------------- | -------------------------- |
| 2015   | スキャンダル 託された秘密 Scandal       | Violet                     | エピソード："闘う副大統領" |
| 2016   | シェイムレス 俺たちに恥はない Shameless | 少女兵士 Girl Soldier      | 3エピソード                |
| 2017   | アンディ・マック Andi Mack              | アンディ・マック Andi Mack | 主演                       |